# グッドウッド・フェスティバル・オブ・スピード

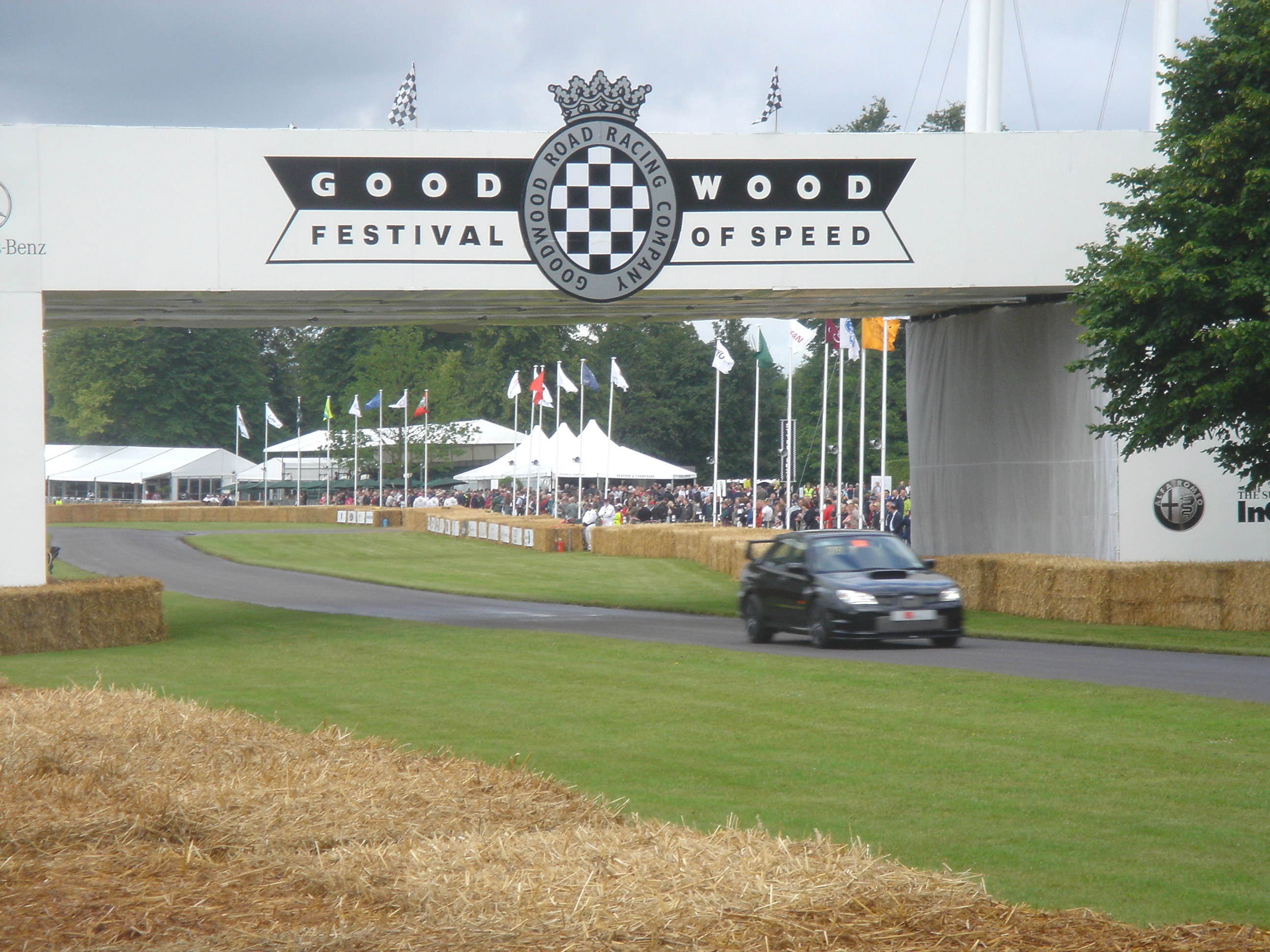
FoS 2007。

グッドウッド・フェスティバル・オブ・スピード（Goodwood Festival of Speed、略称・FoS。イギリスではFestival of Speedとしても知られる）は、イングランドのウェスト・サセックスにあるグッドウッドで開催されるモータースポーツのイベント。年に一度、6月下旬から7月初旬に開催される。

世界各国のレーシングカーやレーシングサイクルが集結し、多くのモータースポーツ愛好家達でにぎわう。日本の自動車メーカーも参加し、自動車雑誌に開催の様子が取り上げられる。

## 概要

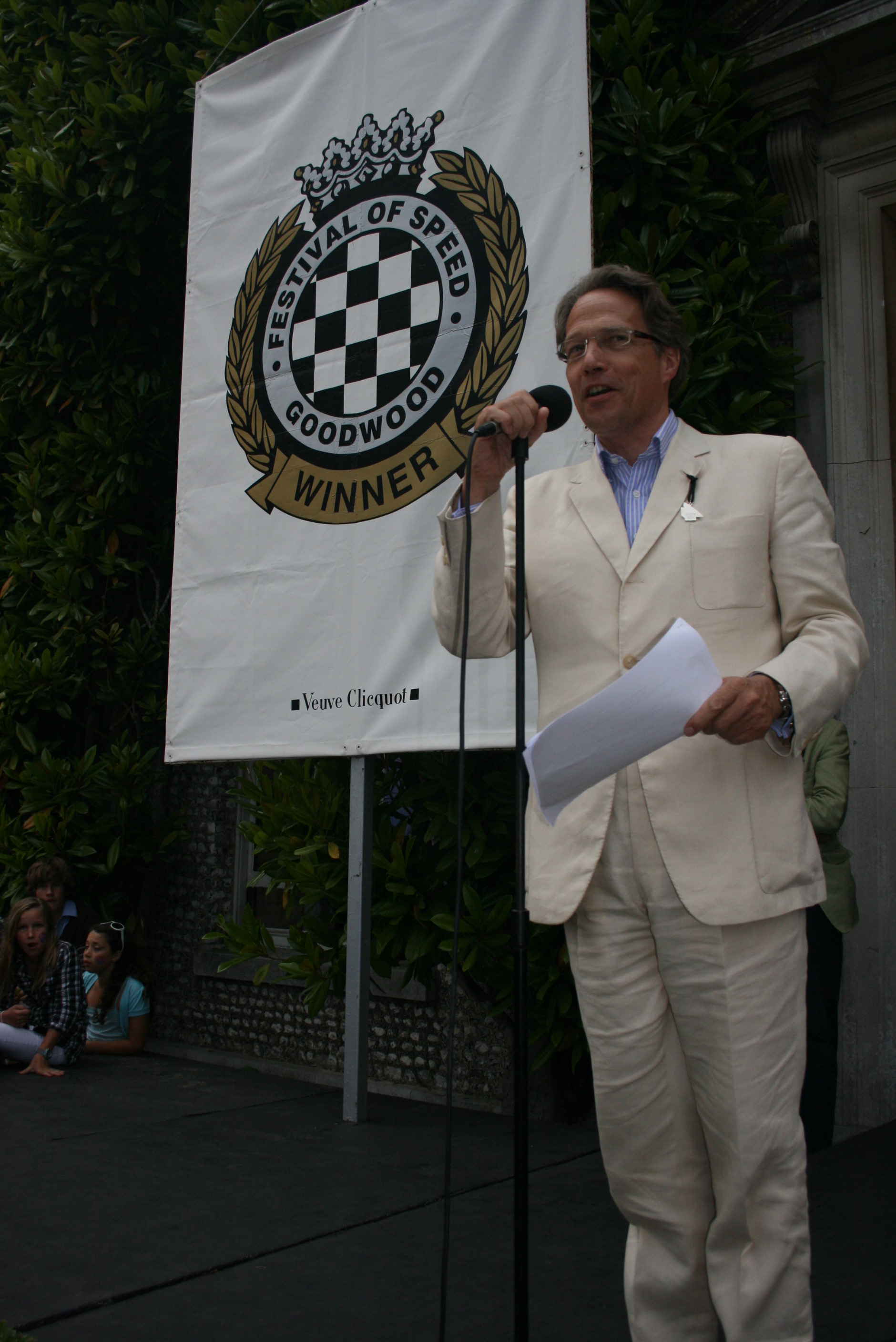
主催者の第11代リッチモンド公爵（2010年）。

フェスティバルの主催者であるリッチモンド公爵家は、グレートブリテン島南岸のチチェスター北部の丘陵地に12,000エーカーの広大な私有地を持ち、カントリー・ハウス (Goodwood House) や牧草地、リゾートホテル、ゴルフコース、グッドウッド競馬場、グッドウッド・サーキット、チチェスター・グッドウッド空港などを所有している。
第11代リッチモンド公爵チャールズ・ゴードン＝レノックス は祖父第9代リッチモンド公爵フレデリック・ゴードン＝レノックス が建設したサーキットを復活させた。また、公自身も熱心なレース愛好家であることから、私有地を開放して、古き良き時代のレーシングマシンの魅力を楽しむことのできるイベントを企画した。
1993年6月13日に最初の大会が開催され、成功裏に終わった。翌1994年からは2日間開催、1996年には金曜日が追加され3日間開催となった。2012年は木曜〜日曜の4日間で行われる。
入場料金は22歳以上の成人の場合、4日間通しチケットが270ポンド（2025年、日本円で約54,000円）。
カントリー・ハウス前の広場がメイン会場となり、古くは20世紀初頭のクラシックカーから最新型のF1マシンまでが多数展示される。名車・珍車の類まで普段目にすることのない様々なマシンを間近で見ることができる。また、専門書籍の書店やパーツショップ、モデルカーショップなどが出店し、ビンテージカーのコンクールやオークションも行われる。
イギリス荘園文化の薫りや開放的な雰囲気から「モータースポーツのガーデン・パーティー」と形容される。この種の催しとして歴史はまだ浅いが、年々規模が拡大し、世界的に注目されるイベントとなっている。初期の頃は数万人の参加者だったが、2003年には約15万8千人、2011年には推定18万人を記録している。
なお、フェスティバルの2ヵ月後の9月には「グッドウッド・リバイバル」 (Goodwood Revival) というイベントも開催される。こちらはグッドウッド・サーキットを走行するヒストリックマシンのレースイベントである。

## ヒルクライム

ヒルクライムのコースレイアウト。

イベントのハイライトは、新旧の参加車両が出走するヒルクライムレースである。カントリー・ハウス周辺の庭園や牧草地を抜ける細い私道を、1台ずつ順番に走行する。計時方式（タイムアタック）だが、特に優勝等の設定はない。イギリスのモータースポーツ・アソシエーション (Motor Sport Association) からオブザーバーが派遣され、イギリス自動車レースクラブ (British Automobile Racing Club) からコースマーシャルとレスキューが参加している。
コースは全長1.16マイル（約1.867km）で、高低差は57mある。コース脇にはガードレールではなく、藁で作った昔ながらのストローバリアが並べられている。レコードタイムは1999年にニック・ハイドフェルドがマクラーレン・MP4-13で記録した41.6秒であったが、2019年Day2（Timed Practice）にロマン・デュマがフォルクスワーゲンの電気自動車ID.Rで41.18秒を記録し20年ぶりの更新となった。さらに翌Day3（Qualifying Shoot Out）で同車が39.90秒を記録し40秒の壁を打ち破る快挙を成し遂げた。

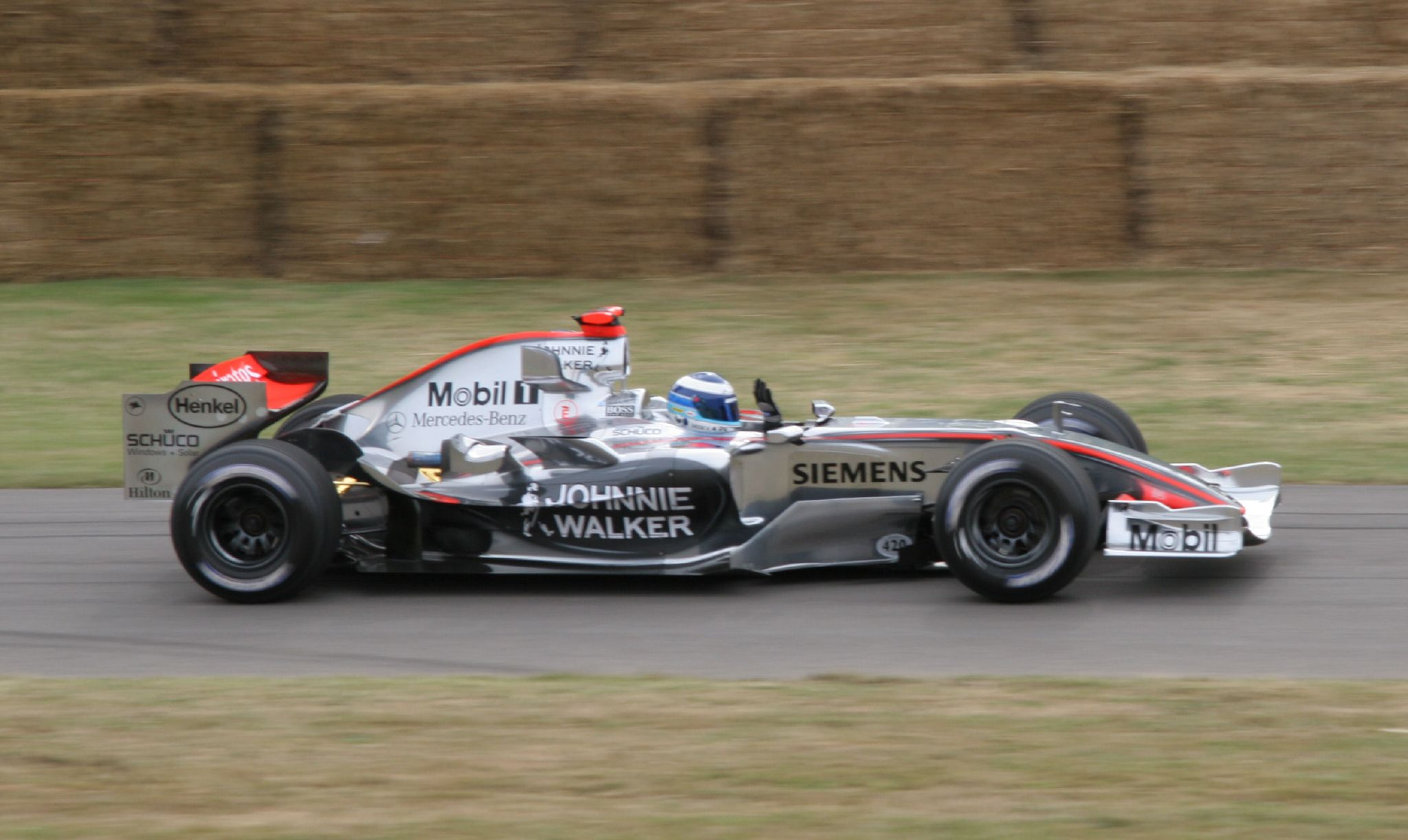
ミカ・ハッキネンがマクラーレン・MP4-20をドライブ（2006年）。

また近年では世界ラリー選手権 (WRC) 用のワークスマシンを中心としたラリーカーのために特設ラリーステージも設けられている。出走車両は年代やカテゴリによってクラス分けされる。以前はソープボックス（動力を持たず、坂道を滑走するカート）によるレースも行われていたが、2004年を最後に休止されている。車両とドライバーの組み合わせにも趣向が凝らされている。往年の名ドライバーがゆかりのマシンを走らせることもあれば、現役若手ドライバーが戦前のマシンを初体験することもある。コースサイドの観客席間近をマシンが走行するので、スピードやエンジンサウンドなどの迫力を楽しむことができる。また、運営上の垣根がなく、一般客が自由にパドックに立ち入ってドライバーと交流を図れる点も参加者を増やす要因となっている。
2013年12月発売のPS3用ゲーム『グランツーリスモ6』には、このヒルクライムコースが収録された。

### 事故

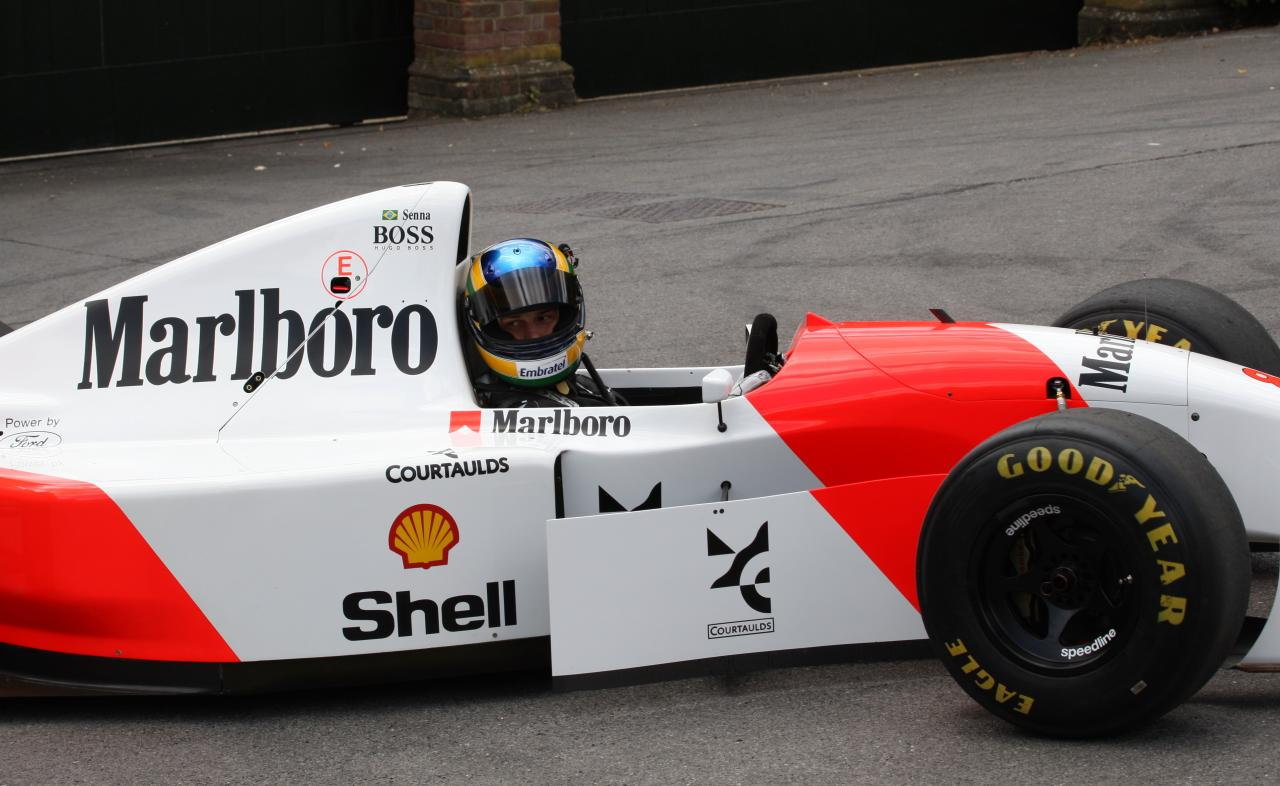
マクラーレン・MP4/8をドライブするブルーノ・セナ（2010年）。

2000年のヒルクライムでは死亡事故が発生した。ジョン・ドーソン・ダマーがドライブするロータス・63がゴール付近でコントロールを失い、オフィシャルポストに激突。ドライバーとオフィシャル1名が死亡し、もう1名のオフィシャルも片足を切断する重傷を負った。
また、同年のイベントではF1のジョーダン・グランプリの開発責任者だったマイク・ガスコインもジョーダン・199をドライブ中にコースオフし、コース脇の木に激突した。ガスコインは無傷だったが、マシンはひどく損傷した。2001年以降は安全面の配慮からF1マシンは公式計時に参加していない。

### 記録
歴代の最速タイム記録。公式記録は日曜日「The Sunday Shootout」での計時が対象となっており、2019年のコースレコード更新は反映されていない。
| 開催年 | ドライバー             | 車両モデル                              | 記録タイム |
| ------ | ---------------------- | --------------------------------------- | ---------- |
| 1993   | Willie Green           | サーティース・TS20                      | 0:56.30    |
| 1994   | マーティン・ブランドル | マクラーレン・MP4/9                     | 0:47.80    |
| 1995   | ジョナサン・パーマー   | ウィリアムズ・FW08                      | 0:46.06    |
| 1996   | ジョナサン・パーマー   | ウィリアムズ・FW07                      | 0:45.00    |
| 1997   | ニック・ハイドフェルド | マクラーレン・MP4/11B                   | 0:47.30    |
| 1998   | ニック・ハイドフェルド | マクラーレン・MP4-12                    | 0:48.30    |
| 1999   | ニック・ハイドフェルド | マクラーレン・MP4-13                    | 0:41.60    |
| 2000   | Martin Stretton        | ティレル・P34                           | 0:45.05    |
| 2001   | David Franklin         | フェラーリ 712 Can Am                   | 0:48.26    |
| 2002   | ロッド・ミレン         | トヨタ・セリカ パイクスピーク           | 0:47.40    |
| 2003   | Graeme Wight, Jr.      | Gould GR51                              | 0:42.90    |
| 2004   | Justin Law             | ジャガー・XJR-12                        | 0:49.26    |
| 2005   | Justin Law             | ジャガー・XJR-12                        | 0:47.96    |
| 2006   | リチャード・ライアン   | 日産・350Z GT500                        | 0:49.51    |
| 2007   | アンソニー・レイド     | 日産・350Z GT500                        | 0:53.78    |
| 2008   | Justin Law             | ジャガー・XJR8/9                        | 0:44.19    |
| 2009   | Justin Law             | ジャガー・XJR8/9                        | 0:44.40    |
| 2010   | Roger Wills            | ウィリアムズ・FW05                      | 0:47.15    |
| 2011   | Dan Collins            | ロータス・88                            | 0:48.52    |
| 2012   | アンソニー・レイド     | シェブロン GR8 GT3                      | 0:46.46    |
| 2013   | Justin Law             | ジャガー・XJR8/9                        | 0:45.95    |
| 2014   | セバスチャン・ローブ   | プジョー・208 T16 パイクスピーク        | 0:44.60    |
| 2015   | Olly Clark             | スバル・インプレッサ "Gobstopper II"    | 0:44.91    |
| 2016   | Olly Clark             | スバル・インプレッサ "Gobstopper II"    | 0:46.23    |
| 2017   | Justin Law             | ジャガー・XJR-12D                       | 0:46.13    |
| 2018   | ロマン・デュマ         | フォルクスワーゲン・ID.R パイクスピーク | 0:44.32    |
| 2019   | ロマン・デュマ         | フォルクスワーゲン・ID.R パイクスピーク | 0:42.32    |
| 2021   | ロブ・ベル             | マクラーレン・720S GT3X                 | 0:45.01    |
| 2022   | マックス・チルトン     | McMurtry Spéirling                      | 0:39.08    |
| 2023   | Marvin Kirchhöfer      | マクラーレン・ソーラスGT                | 0:45.34    |
| 2024   | ロマン・デュマ         | フォード・スーパーバン 4.2              | 0:43.98    |
| 2025   | ロマン・デュマ         | フォード・スーパートラック              | 0:43.23    |

## テーマ
グッドウッドでは毎年何がしかのテーマを設けて、そのテーマに沿った車両やゲストが招待される。また、特定の自動車メーカーを取り上げ、そのメーカーにイベントのホストを任せている。メイン会場の庭にはメーカーの実車を使った巨大なオブジェが展示される。過去に取り上げられたメーカー（および個人）は以下の通り。
- 1997年 - フェラーリ 50周年
- 1998年 - ポルシェ 50周年
- 1999年 - アウディ 90周年
- 2000年 - ジャガー F1参戦
- 2001年 - メルセデス・ベンツ 100周年
- 2002年 - ルノー F1復帰
- 2003年 - フォード 100周年
- 2004年 - ロールス・ロイス 100周年
- 2005年 - ホンダ F1初勝利から40年
- 2006年 - ルノー グランプリレース参戦100年
- 2007年 - トヨタ 75周年
- 2008年 - ランドローバー 60周年
- 2009年 - アウディ 100周年
- 2010年 - アルファロメオ 100周年
- 2011年 - ジャガー Eタイプ50周年
- 2012年 - ロータス 60周年
- 2013年 - ポルシェ 911 50周年
- 2014年 - メルセデス・ベンツ モータースポーツ参戦120年
- 2015年 - マツダ
- 2016年 - BMW 100周年
- 2017年 - バーニー・エクレストン F1への貢献
- 2018年 - ポルシェ 70周年
- 2019年 - アストンマーティン グッドウッドでの最初のレースから70年
- 2021年 - ロータス
- 2022年 - BMW M 50周年
- 2023年 - ポルシェ 75周年
- 2024年 - MG 100周年
- 2025年 - ゴードン・マレーとゴードン・マレー・オートモーティブ

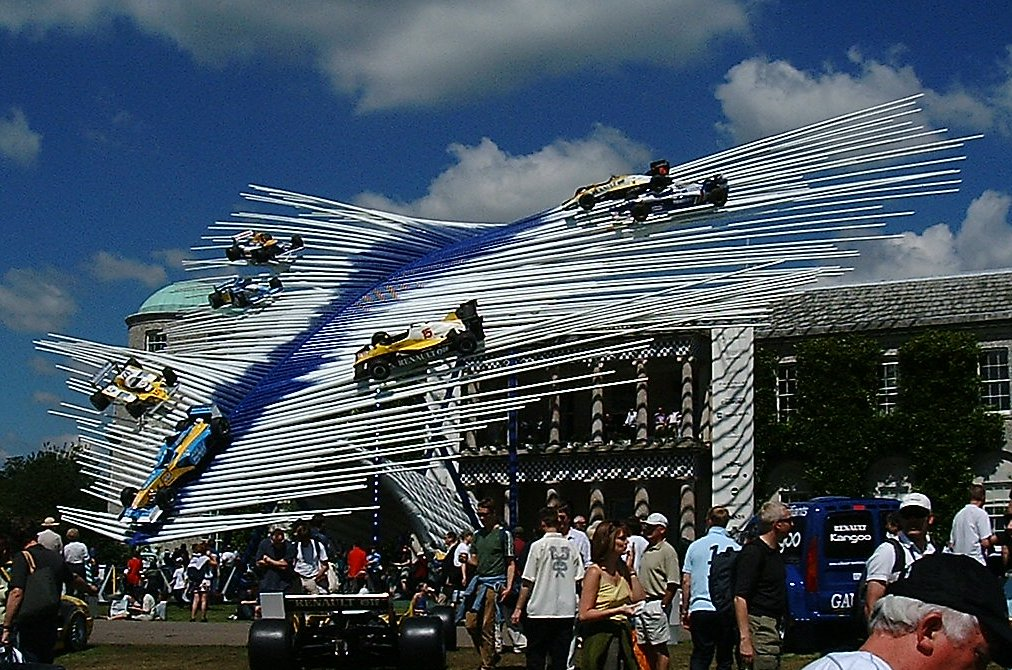
ルノー（2002年）
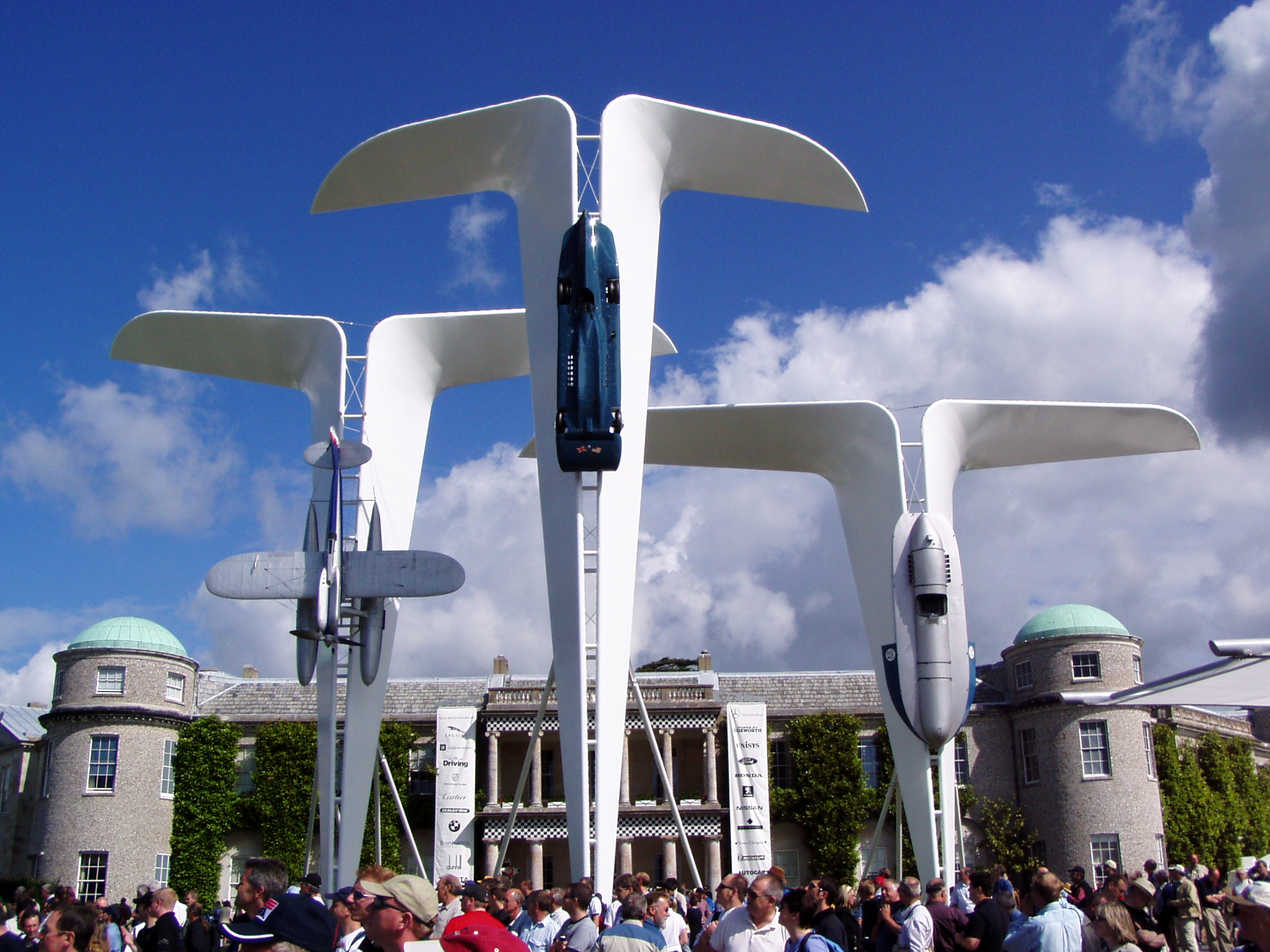
ロールス・ロイス（2004年）
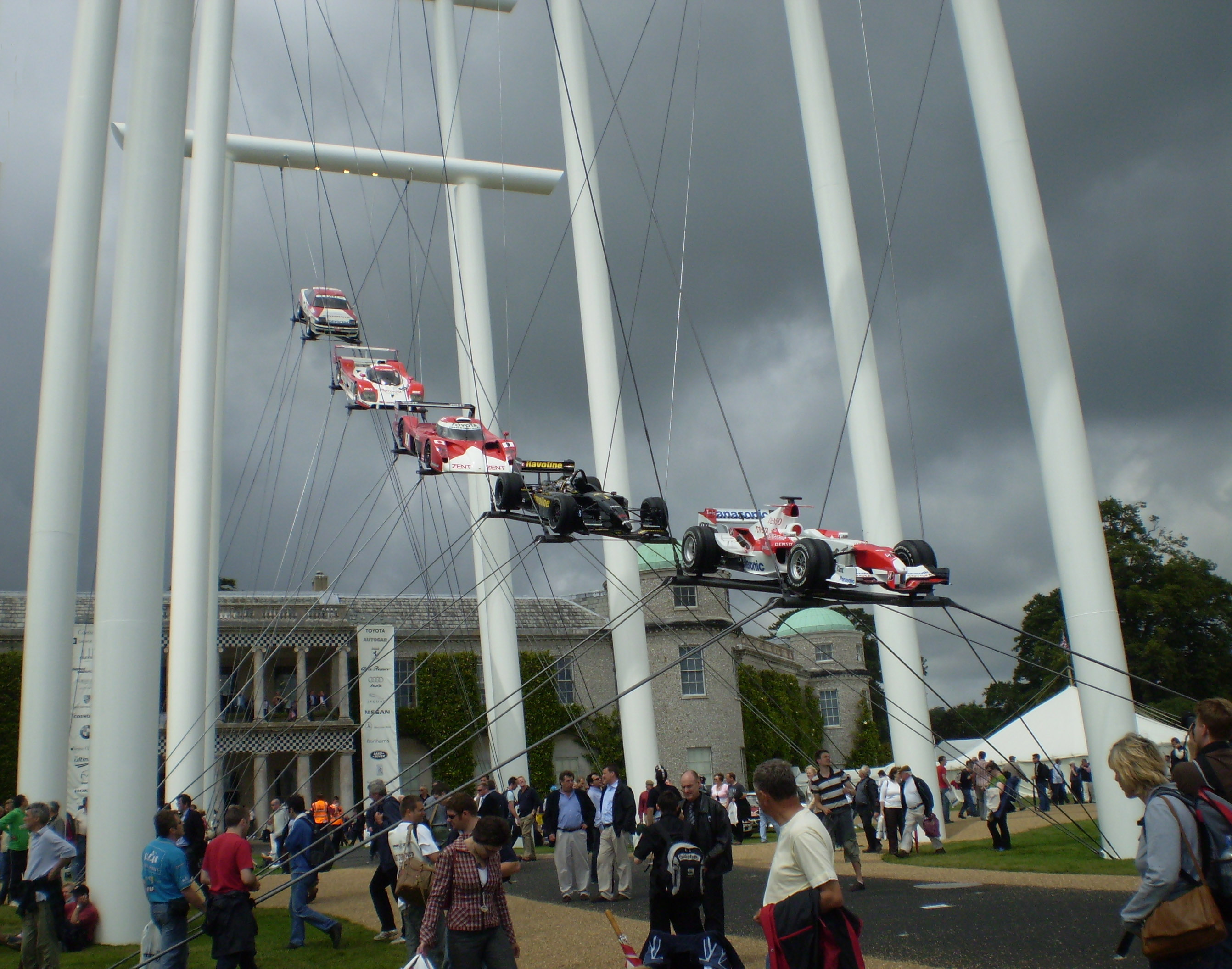
トヨタ（2007年）
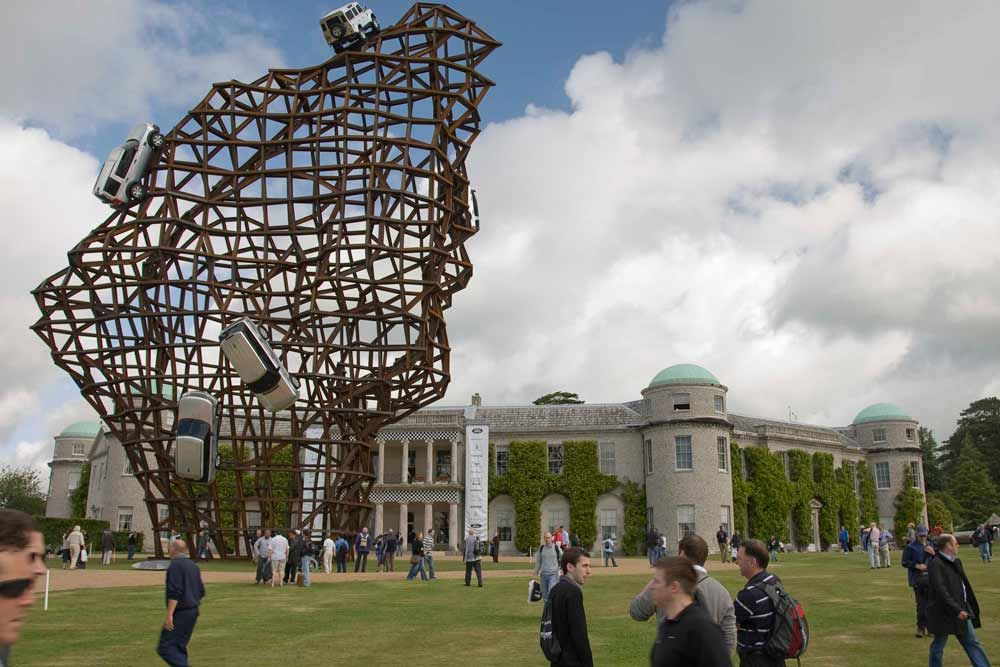
ランドローバー（2008年）
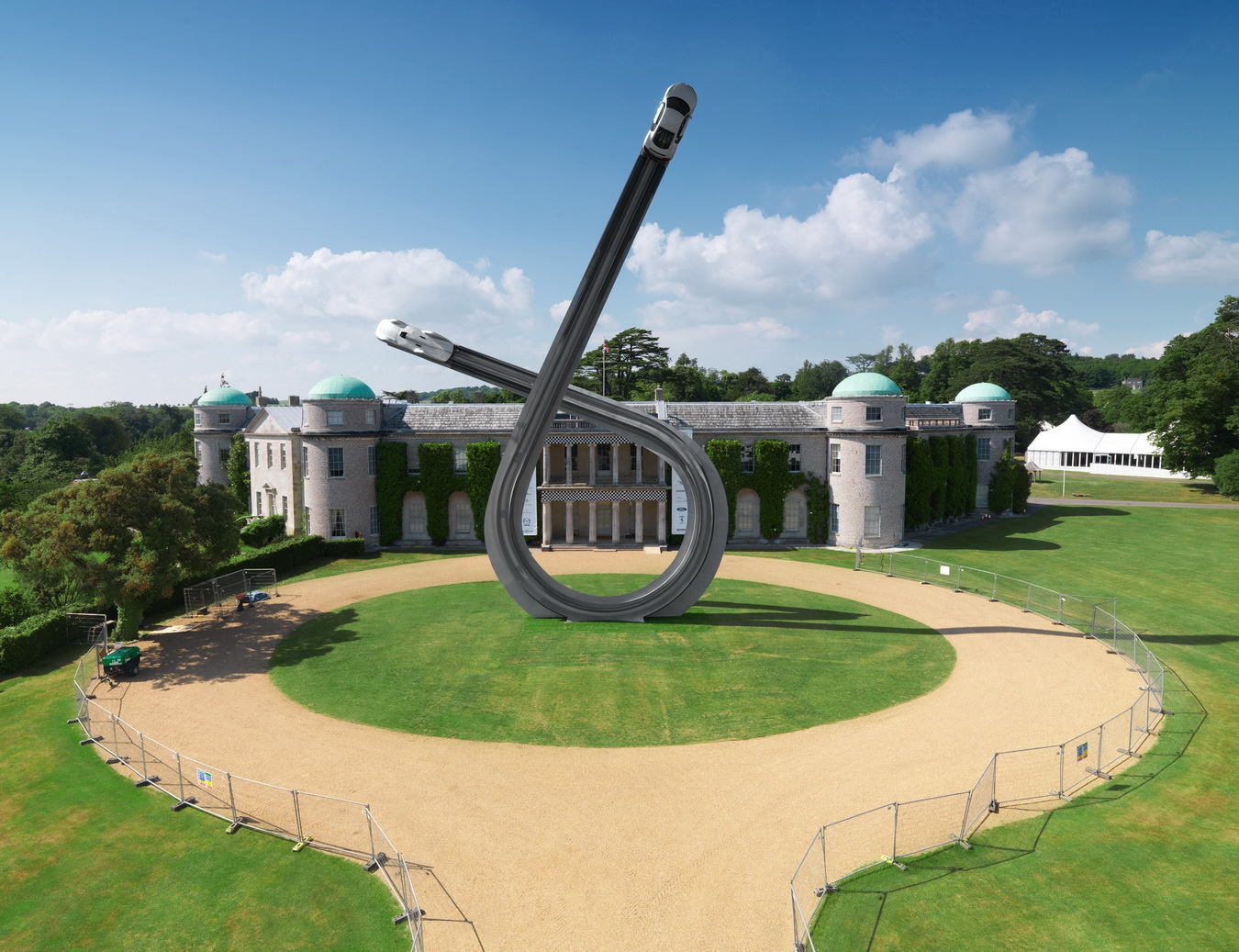
アウディ（2009年）
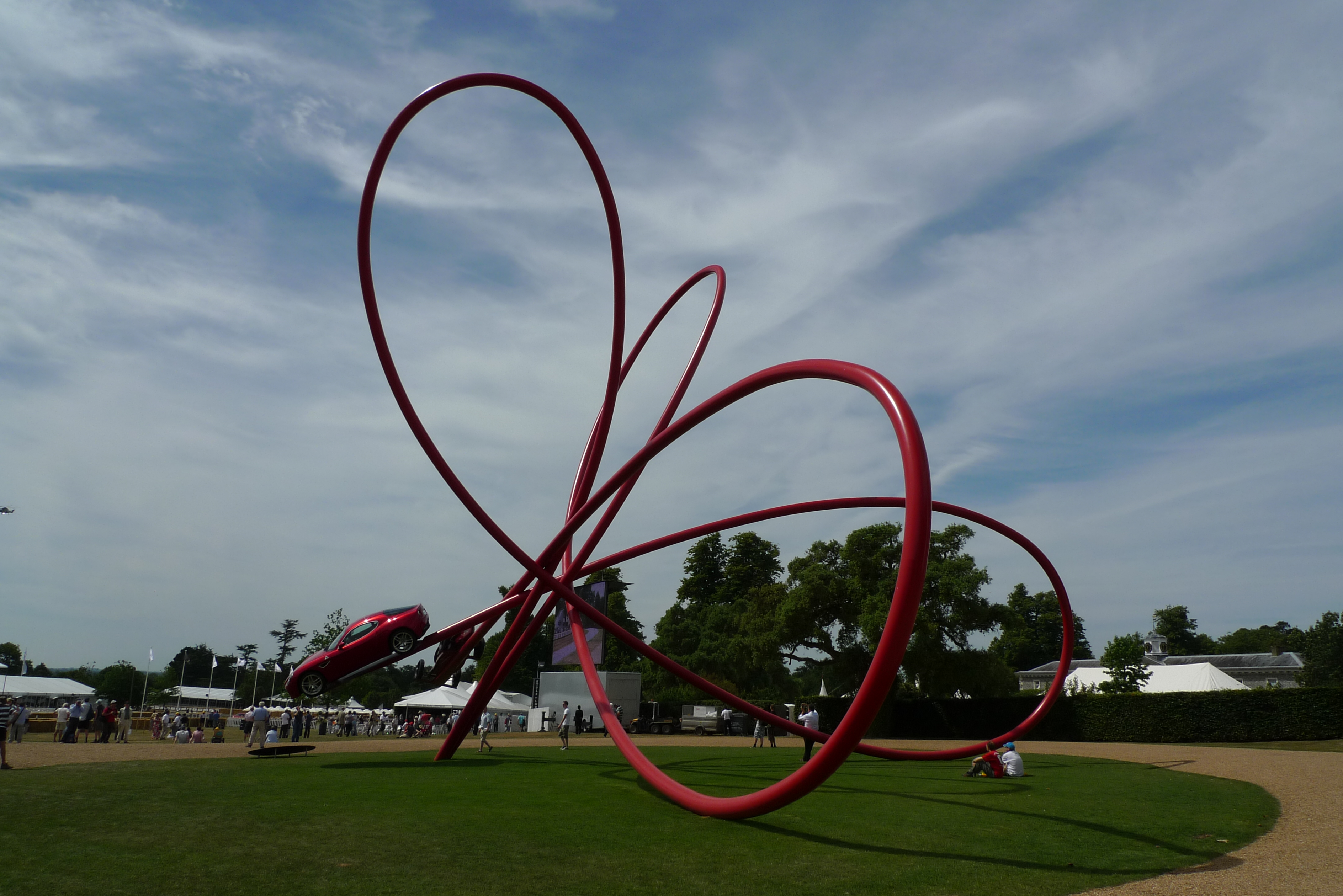
アルファロメオ（2010年）
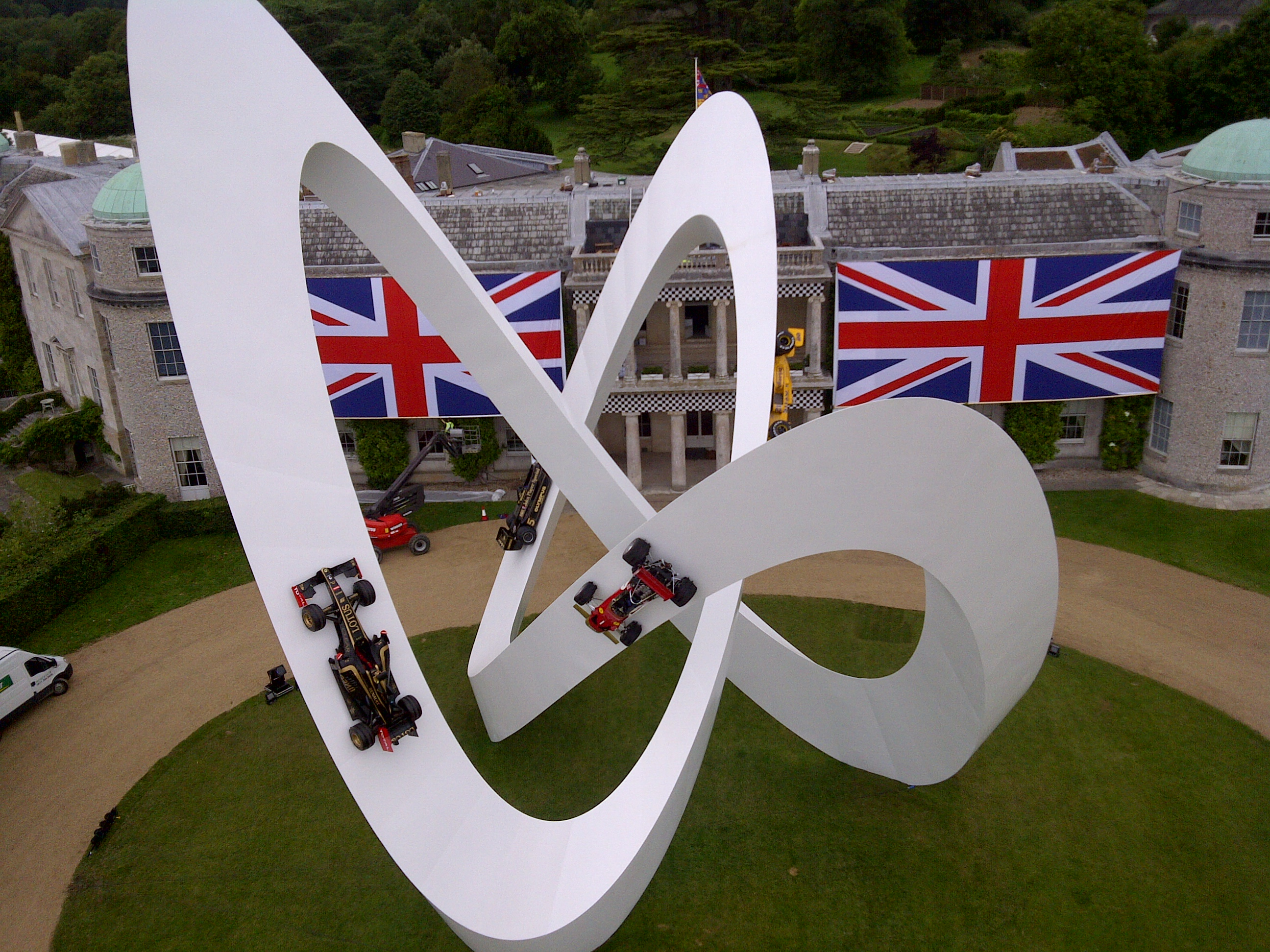
ロータス（2012年）
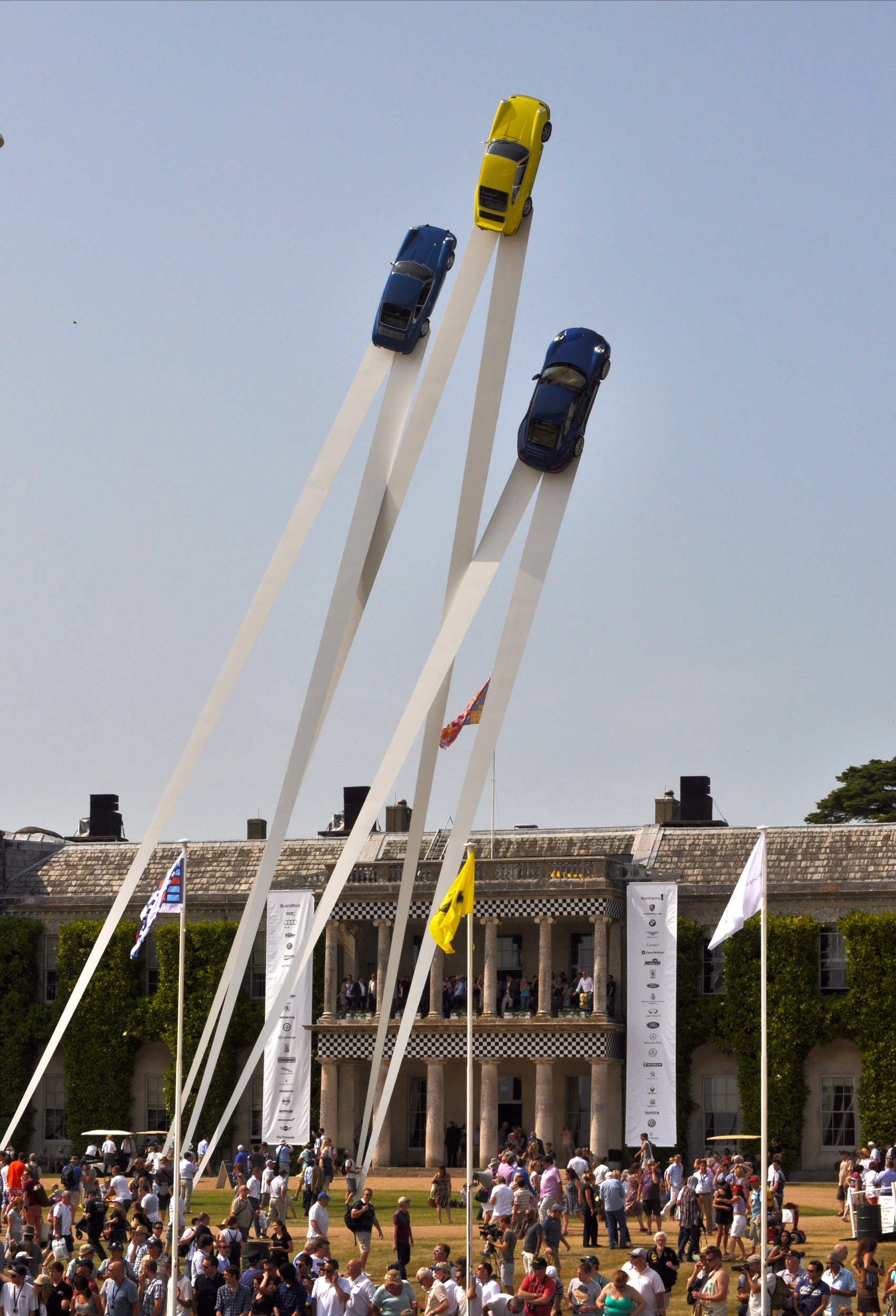
ポルシェ（2013年）
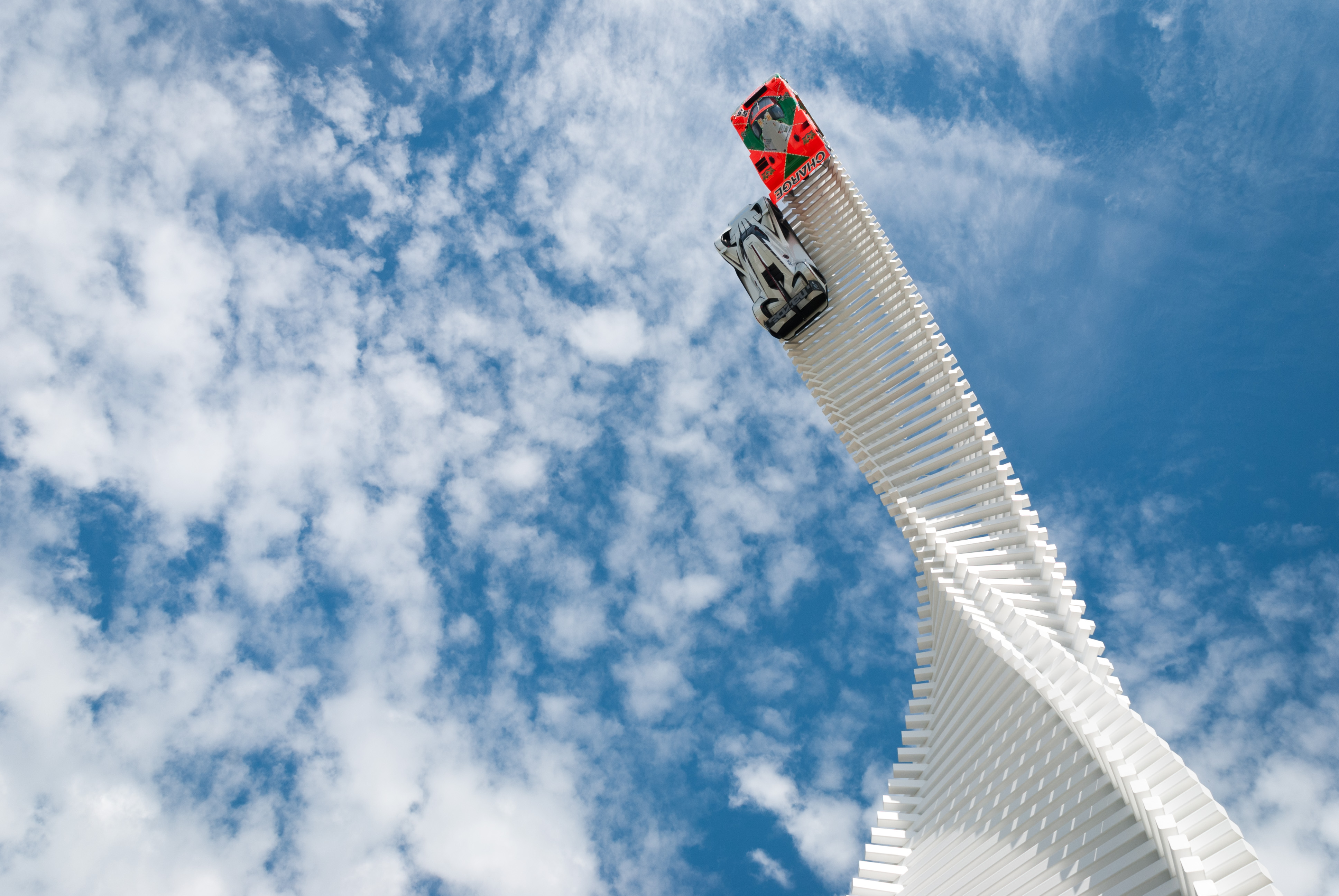
マツダ(2015年)
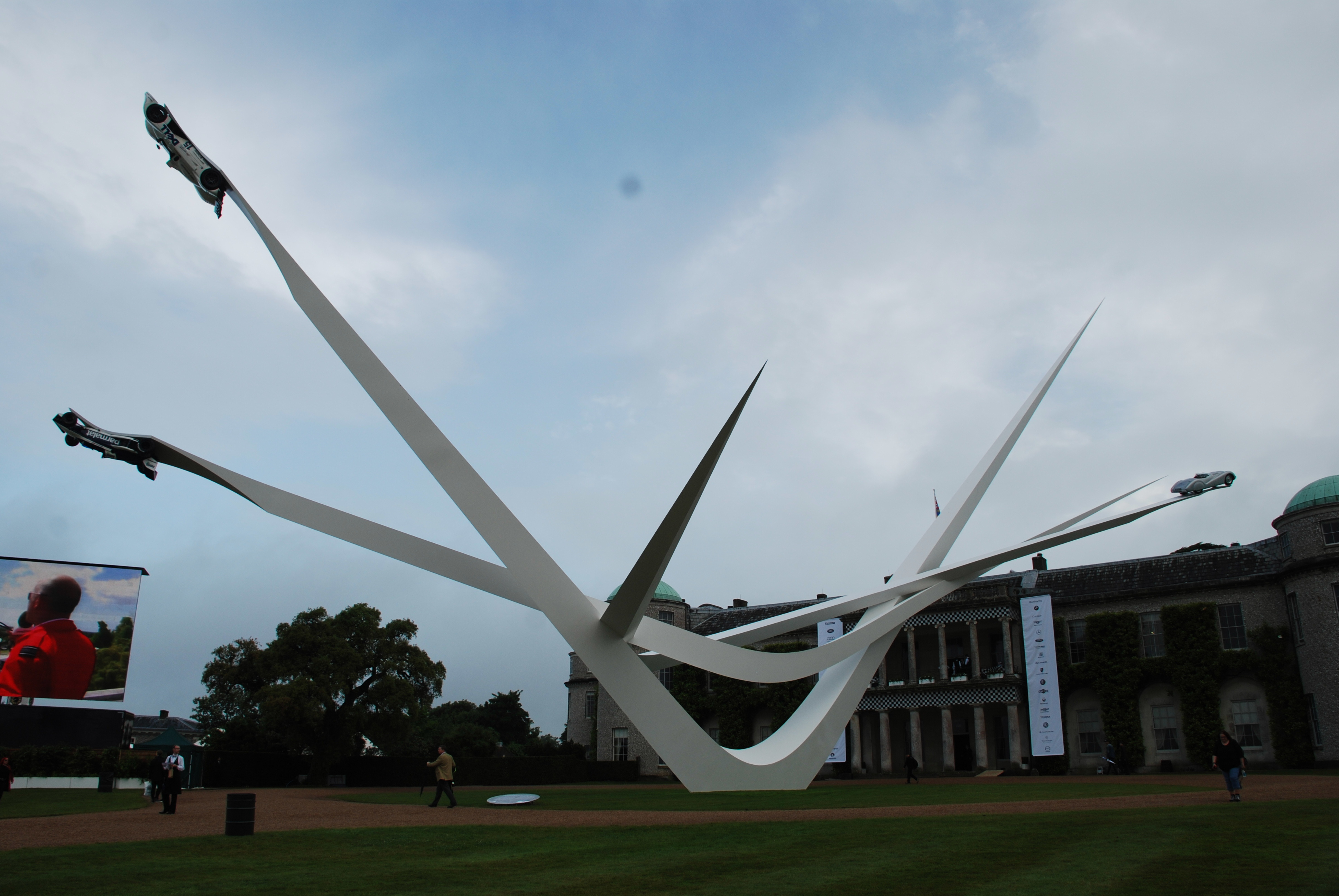
BMW（2016年）
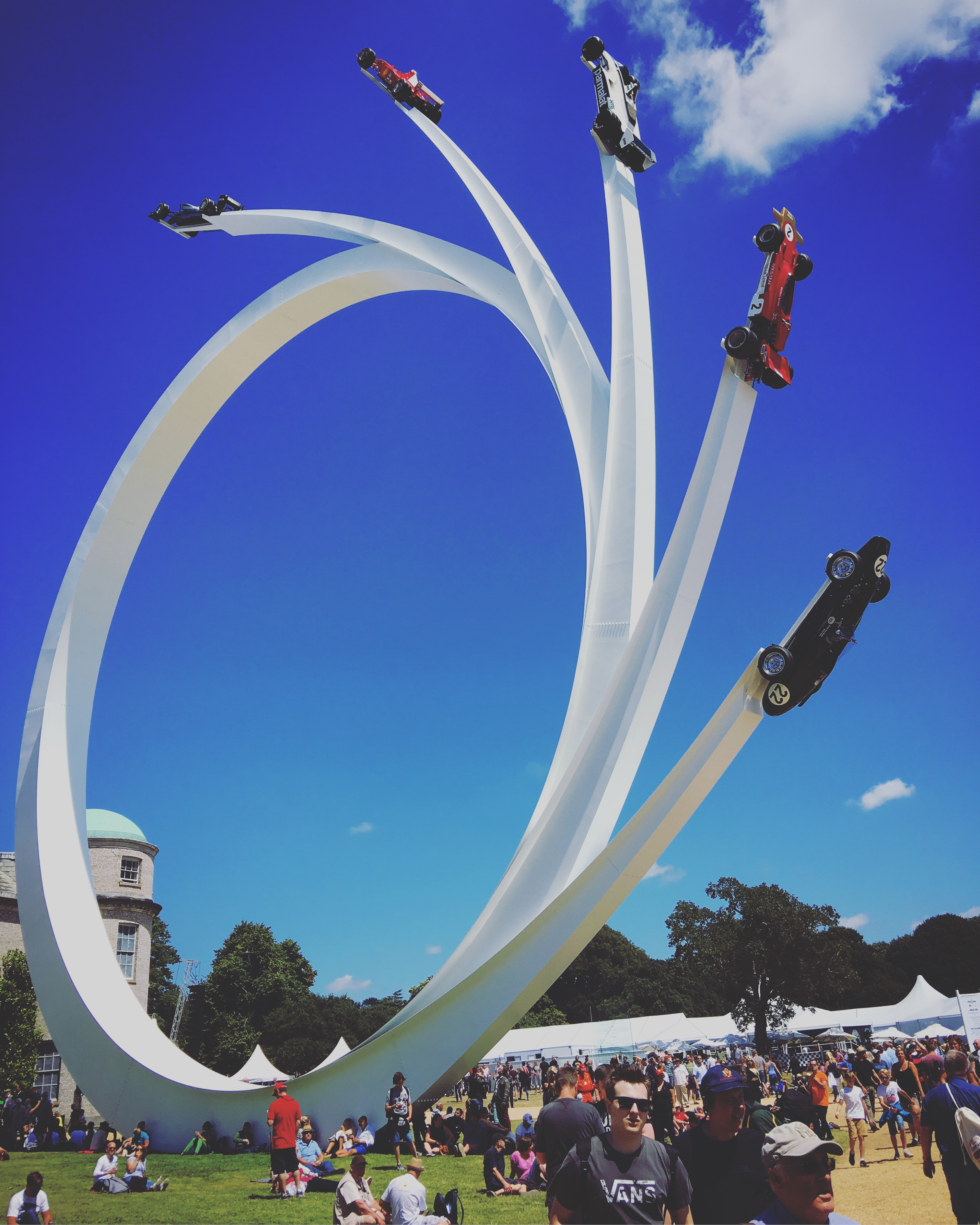
バーニー・エクレストン（2017年）
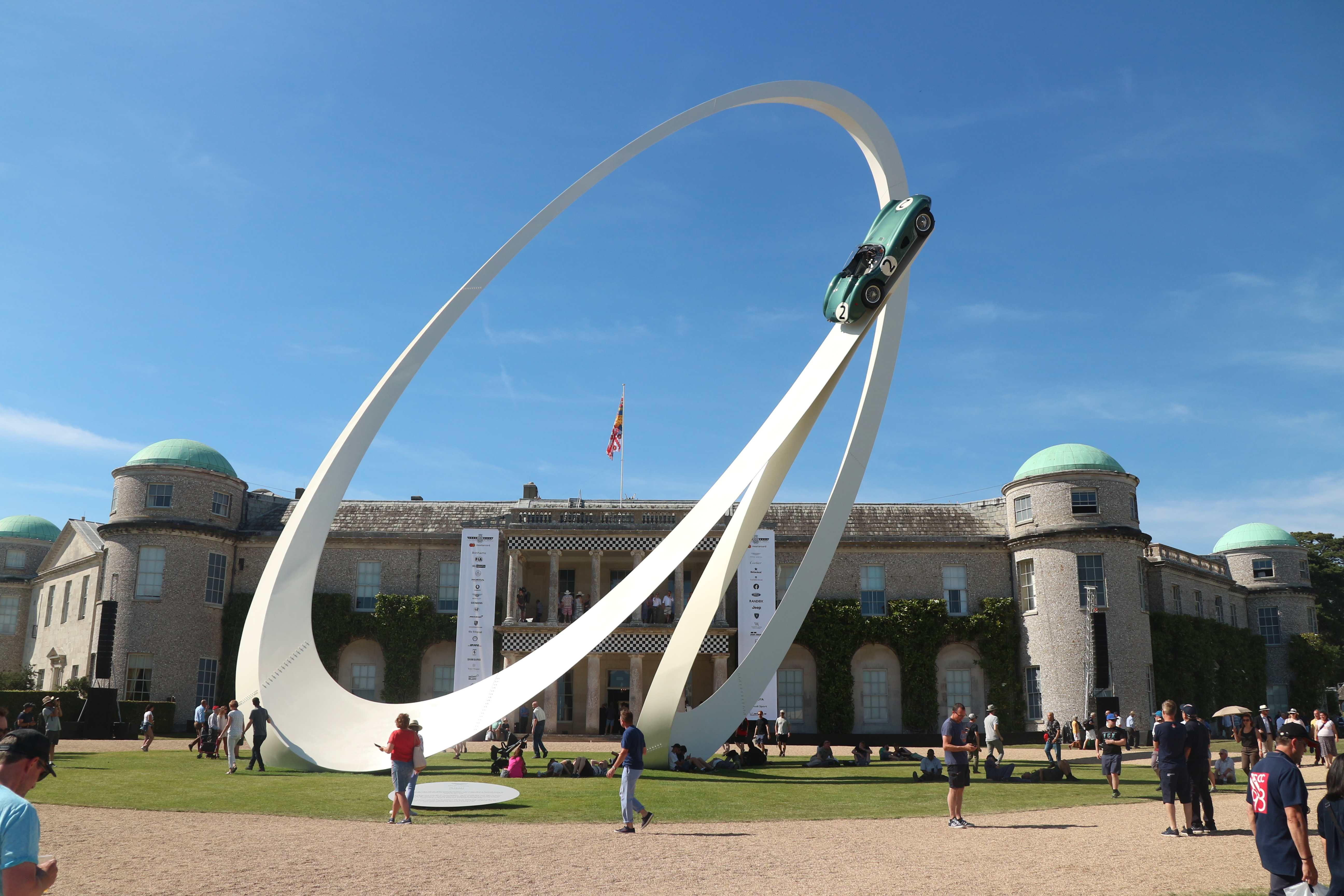
アストンマーティン（2019年）
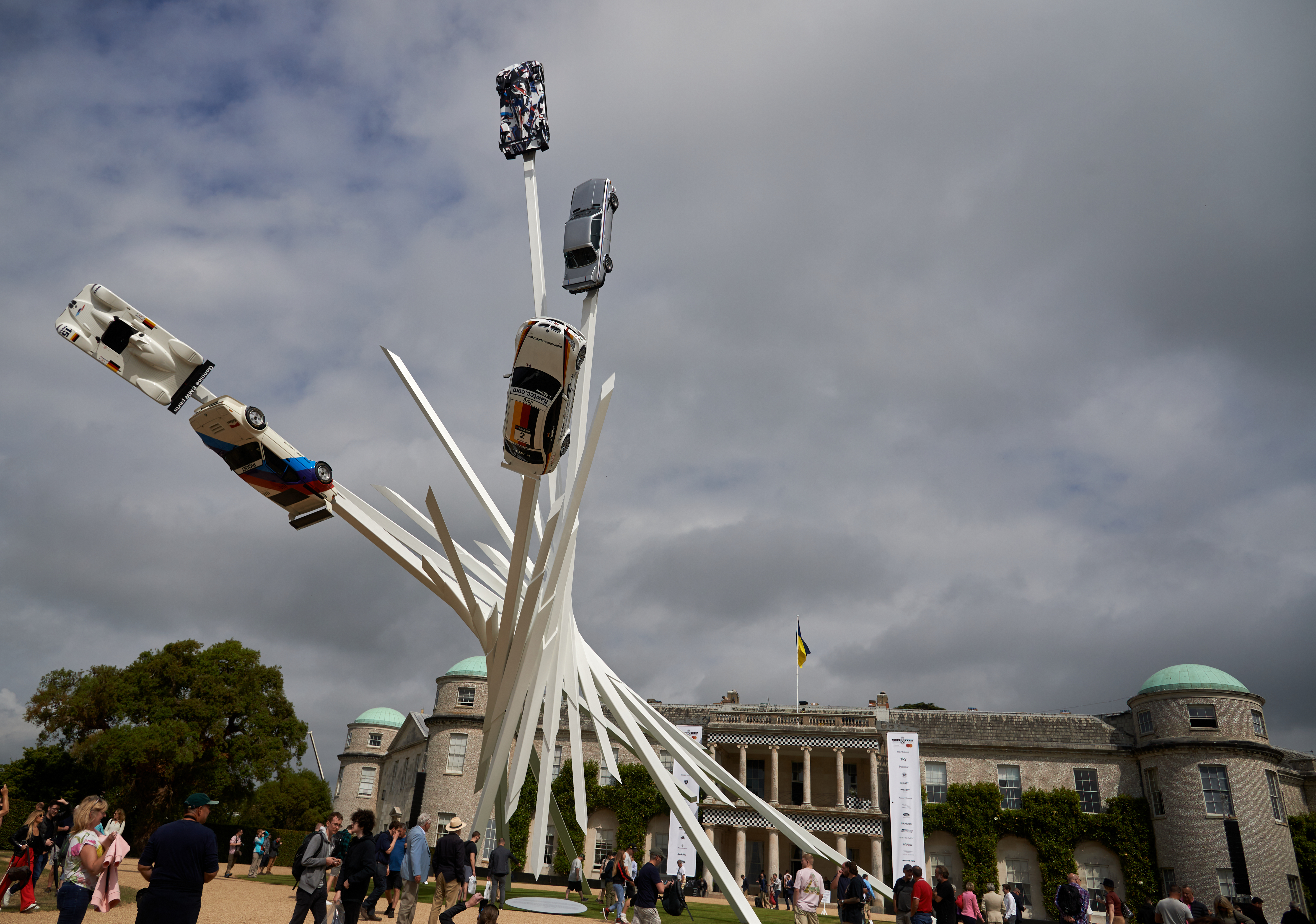
BMW M（2022年）
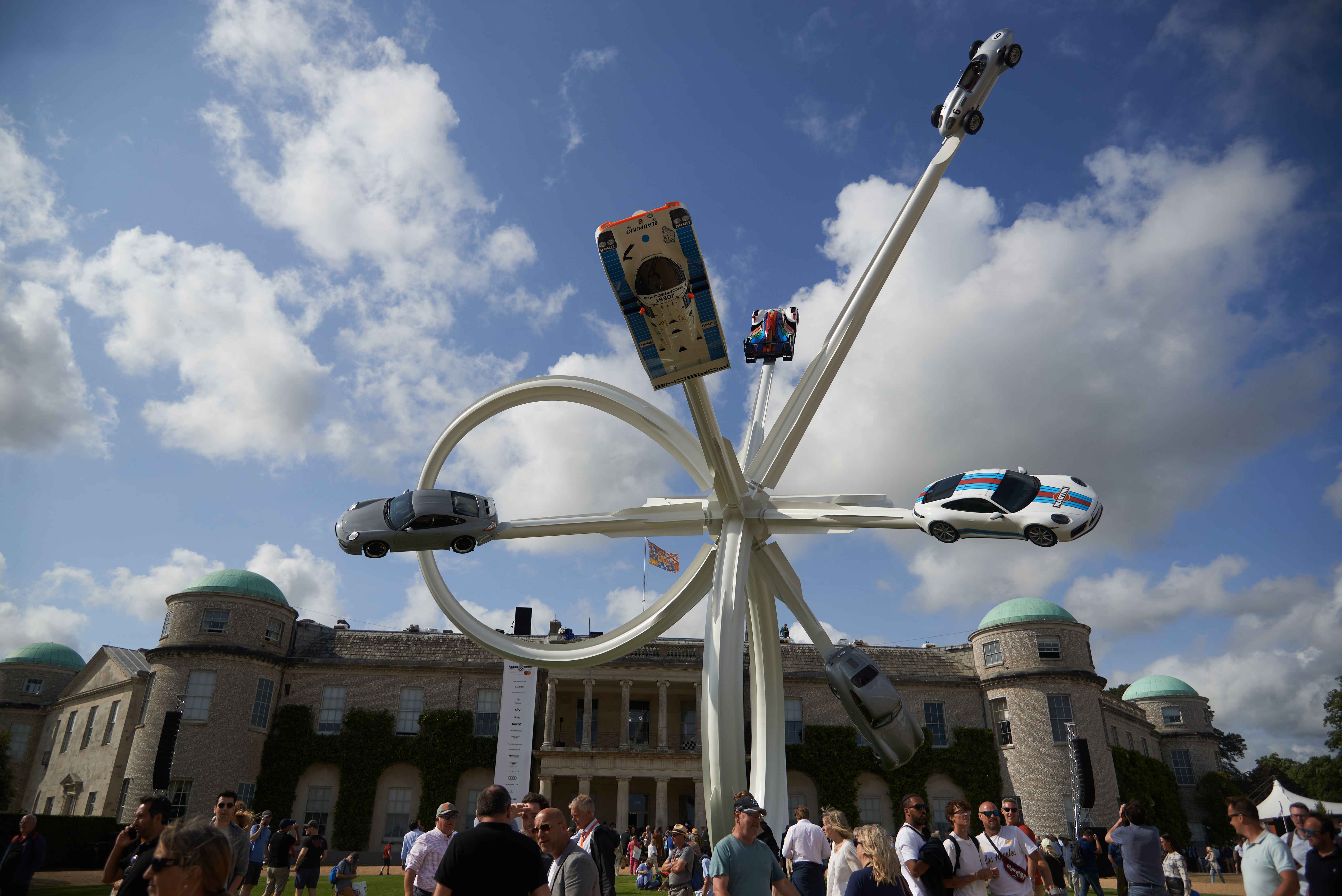
ポルシェ（2023年）
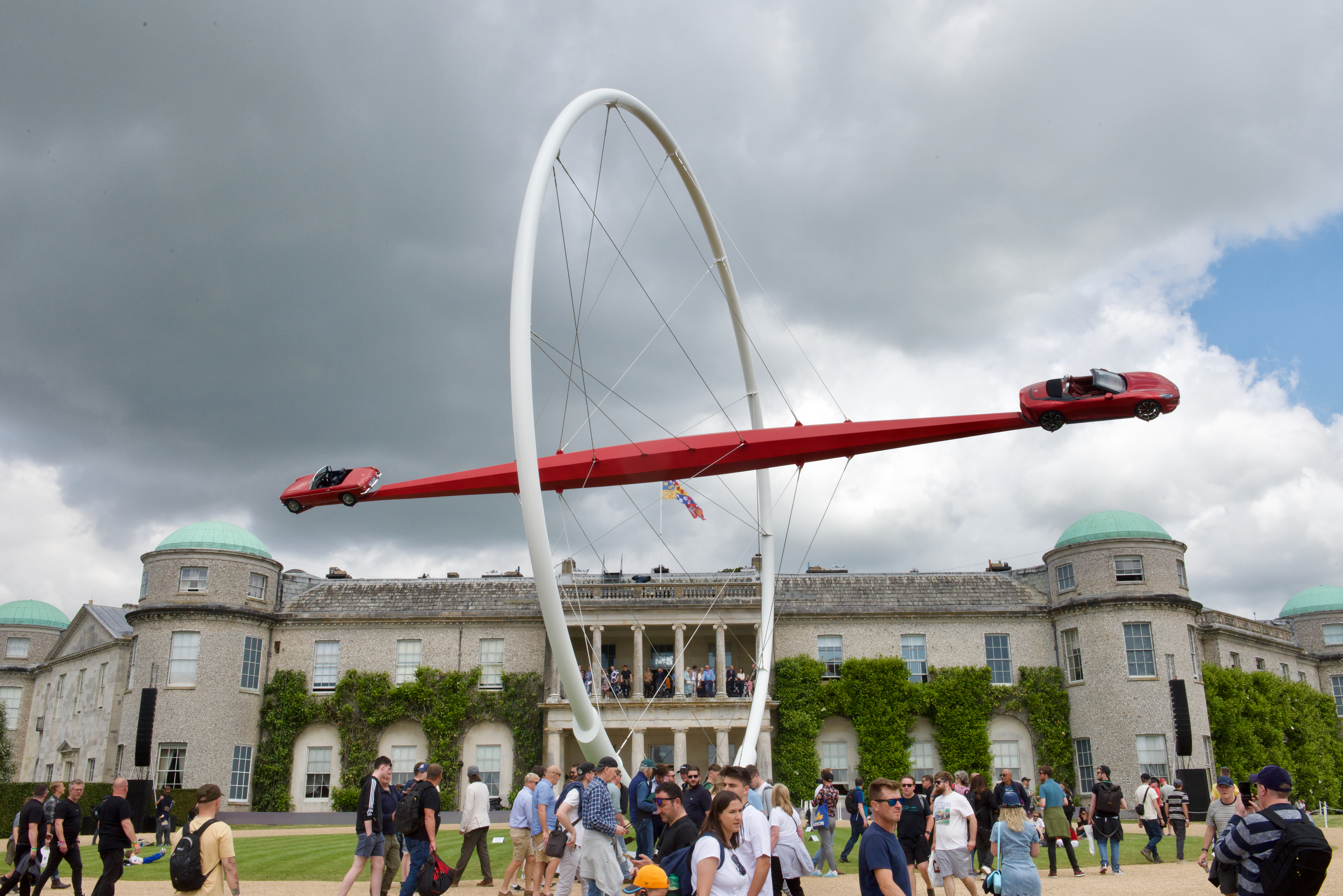
MG（2024年）
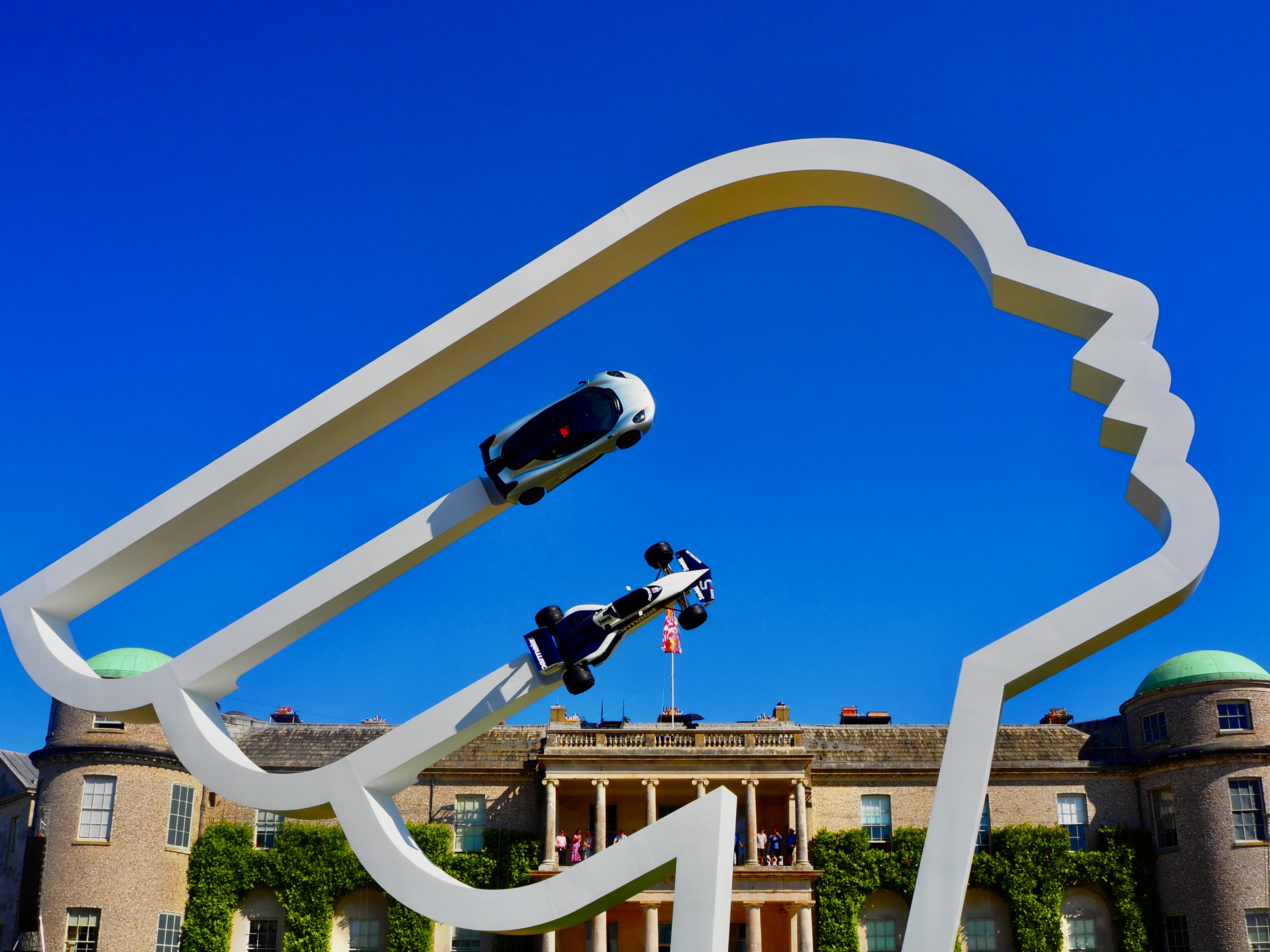
ゴードン・マレー（2025年）